# Укуманов, Рустам Маратович
Укуманов Рустам Маратович (род. 22 марта 1986) — казахстанский ватерполист, Мастер спорта международного класса, нападающий «Астаны» и сборной Казахстана.

## Биография

### Клубная карьера
- 4 место в чемпионате России (1) — 2010/11 в составе команды «Астаны»

### Карьера в сборной
- Чемпион Пляжных Азиатских игр (1) — 2008, 2010
- Чемпион Азиатских игр (2) — 2010, 2014
- Серебряный призёр Азиатских игр (1) — 2006
- Чемпион Азии (1) — 2012
- Серебряный призёр чемпионата Азии (1) — 2009
- Участник чемпионата мира (4) — 2009, 2011,2013,2015 (лучший результат — 11 место)
- Участник Олимпийских игр (1) — 2012 (11 место)